# باربی، نورث‌همپتون‌شر
باربی، نورث‌همپتون‌شر (به انگلیسی: Barby, Northamptonshire) یک روستا و محله مدنی در بریتانیا است که در دونتری واقع شده‌است. باربی ۲٬۳۳۶ نفر جمعیت دارد.